# Angry Birds Star Wars
Az Angry Birds Star Wars egy 2012. november 8-án Rovio Entertaiment által létrehozott IOS-en, Androidon, Windowson, Xbox-on, Wii-n és PS3/PS4-en játszható ügyességi és fejtörő játék. A játék az eredeti Angry Birds, és az Angry Birds Space elemeit ötvözi. A játék alapjául az eredeti Star Wars trilógia szolgál, a történet (lazán) azt követi. A karakterek is új képességet és kinézetet kaptak.

## Karakterek

### Madarak
Red – Luke Skywalker
- Chuck – Han Solo
- Stella – Leia hercegnő
- Terence – Csubakka
- Matilda – C-3PO
- Tojás – R2-D2
- Chuck – Lando Calrissian
- Bomb – Obi-Wan Kenobi

### Malacok
- Red – Darth Vader
- King Pig – Darth Sidious
- Moustache Pig – Grand Moff Tarkin
- Minion Pig – Boba Fett, AT-AT commander, AT-AT pilot trooper
- Minion Pig – Snowtrooper,TIE fighter Pilot
- Minion Pig – stormtrooper, imperial officer, death star soldier

## Epizód
| Szám | Epizód Neve                          | Szint | Szint Megjelenise   |
| ---- | ------------------------------------ | ----- | ------------------- |
| 1    | Tatooine/Tatuin                      | 40    | November 8, 2012    |
| 2    | Death Star/Halálcsillag              | 40    | November 8, 2012    |
| 3    | Hoth                                 | 40    | November 29, 2012   |
| 4    | Cloud City/Felhőváros                | 40    | Március 28, 2013    |
| 5    | Moon of Endor/Az Endor Hold          | 30    | Szeptember 12, 2013 |
| 6    | Death Star 2/Halálcsillag 2          | 30    | December 16, 2013   |
| B    | Boba Fett Missions/Boba Fett Feladat | 10    | Március 28, 2013    |
| J    | Path of the Jedi/A Jedik Útja        | 40    | November 8, 2012    |
| S/D  | Bonus/Bónus                          | 12/11 | November 8, 2012    |